# Aggregatibacter actinomycetemcomitans
Espèce
Aggregatibacter actinomycetemcomitans est un bacille à Gram négatif immobile, de culture lente et difficile, aéro-anaérobie facultatif connu depuis son isolement en 1912.

## Historique
Cette espèce de bactéries a été isolée pour la première fois par R. Klinger en 1912, dans des lésions d'actinomycose en compagnie d'un actinomycète, et décrite sous le nom de Bacterium actinomycetem comitans.
Ce micro-organisme a ensuite été renommé successivement Actinobacillus actinomycetemcomitans par Topley & Wilson (1929) puis Haemophilus actinomycetemcomitans par Potts et coll. (1985).
En 2006, N. Nørskov-Lauritsen et M. Kilian ont rapproché Actinobacillus actinomycetemcomitans de Haemophilus aphrophilus, Haemophilus paraphrophilus et Haemophilus segnis et ont proposé la création d’un nouveau genre les regroupant : Aggregatibacter.

## Taxonomie
Le nom correct complet (avec auteur) de ce taxon est Aggregatibacter actinomycetemcomitans (Klinger 1912) Nørskov-Lauritsen & Kilian 2006.
Aggregatibacter actinomycetemcomitans a pour synonymes :
- Actinobacillus actinomycetemcomitans (Klinger 1912) Topley & Wilson 1929
- Bacterium actinomycetemcomitans Klinger 1912
- Haemophilus actinomycetemcomitans (Klinger 1912) Potts et al. 1985

### Étymologie
L'étymologie de l'épithète spécifique est la suivante : ac.ti.no.my.ce.tem.com.i.tans. Gr. fem. n. aktis (gen. aktînos), un rayon; Gr. masc. n. mykês (gen. mykêtos), champignons ou autres fungi; N.L. masc. n. Actinomyces, un actinomycète; L. pres. part. comitans, accompagnant; N.L. part. adj. actinomycetemcomitans, accompagnant un actinomycète.

## Habitat et pouvoir pathogène
Aggregatibacter actinomycetemcomitans appartient à la flore buccale physiologique de l'homme. C'est une bactérie strictement humaine. Elle est toutefois connue pour entraîner des endocardites, comme les autres bactéries du groupe HACEK et des abcès cérébraux. Elle a aussi bénéficié d'un intérêt récent en raison de son rôle dans la maladie parodontale,, en particulier les parodonthopathies agressives localisées. On décrit par ailleurs des actinomycoses où elle peut être isolée en compagnie d'actinomycètes, notamment Actinomyces israeli.

## Caractères bactériologiques
A. actinomycetemcomitans est un petit bacille à Gram négatif, à croissance lente, aéro-anaérobie facultatifs. Les colonies sont blanches ou grisâtres et non hémolytiques, légèrement adhérentes à la gélose, en forme d'étoile à centre opaque. Certaines colonies peuvent adopter des formes rough.
L'oxydase est négative ou très faible, la catalase est positive. Les caractères biochimiques discriminants sont l'absence de bêta-galactosidase et la fermentation du mannose. L'antibiogramme doit être réalisé sur gélose au sang cuit.

## Sensibilité aux antibiotiques
A. actinomycetemcomitans est inconstamment sensible aux bêta-lactamines, notamment les pénicillines, comme en témoigne la CMI de l'amoxicilline, relativement haute (0,25 à 4 mg/L). Les céphalosporines de troisième génération sont constamment sensibles (CMI : 0,03 à 0,06 mg/L pour le cefotaxime). La sensibilité aux autres antibiotiques doit être obligatoirement vérifiée par un antibiogramme. Les lincosamides sont constamment inefficaces.